# George Lytle Beam

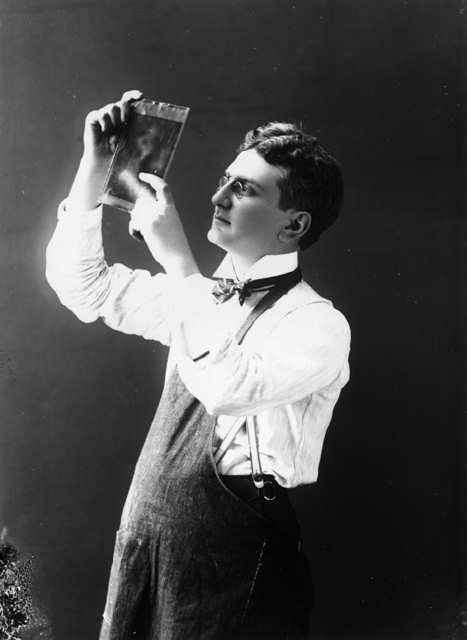
George L. Beam ca. 1893

George Lytle Beam (* 18. Mai 1868 in New Paris, Ohio; † 16. März 1935 in Denver, Colorado) war ein US-amerikanischer Fotograf, der zu Beginn des 20. Jahrhunderts Landschaften und Menschen im Westen der USA ablichtete.

## Leben
George Lytle Beam wurde am 18. Mai 1868 in New Paris, Ohio geboren. Mit 5 Jahren zog er mit seiner Familie nach Lawrence (Kansas), wo er zur Schule ging. Mit 21 Jahren etablierte er sich als Briefmarkenhändler. Um 1890, nach dem Tod seiner Mutter und zweier Geschwister zog er mit seinem Vater nach Denver, Colorado. Er arbeitete als Stenograf für Chain-Hardy & Co., ein Schreibwaren- und Buchhändler in Denver. Bald wechselte er zur Denver and Rio Grande Western Railroad, wo für den Cheflagerist und Einkäufer als Stenograf arbeitete. 1893 war er für eine kurze Zeit selbständiger Fotograf. 1894 kehrte er zurück zur Denver and Rio Grande Western Railroad als Sekretär für den Passagier- und Fahrkartenagenten Shadrach K. Hooper. Er war ein geschickter Fotograf und begann Aufnahmen für die Firma zu machen. Erste Fotos stammen von 1898 und bis zum Jahr 1905 hatte er sich als der Firmenfotograf etabliert. Neben Aufnahmen für Werbung, Veranstaltungen und Inventarerfassung entstanden viele Fotos von Landschaften und Bahnreisenden. Es entstand so eine einzigartige Sammlung von mehreren tausend Fotografien, die Menschen und Landschaften im Westen der USA zeigen. Am 7. Juni 1930 heiratete er Fay L. Kuellmer in Colorado Springs. Er starb am 16. März 1935 in Denver, Colorado.